# Axel Lawaczeck
Axel Lawaczeck (* 20. Januar 1969 in Göttingen) ist ein deutscher Schriftsteller.

## Werdegang
Nach dem Abitur in Göttingen studierte Lawaczeck Grafik-Design an der Muthesius Kunsthochschule Kiel und an der Hochschule für Bildende Künste Braunschweig, nach dem Diplom arbeitete er als Texter in Hamburg und Berlin. 2010 entdeckte er den Ort Friedenfelde in der Uckermark für sich, wo er ein ehemaliges Gesindehaus erwarb, das zum Anwesen Achim von Arnims gehörte. Die dreizehnjährige Renovierung des Hauses und Beschäftigung mit seiner Geschichte und den Menschen, die mit ihm verbunden waren, inspirierten ihn zu seinem 2025 erschienenen Roman Über allem der Gesang des Pirols – Uckermärkische Zeiten, der aufgrund seiner Thematik von Flucht, Vertreibung und Migration vom Bayerischen Staatsministerium für Familie, Arbeit und Soziales gefördert wurde.
2021 erschien Axel Lawaczecks erster Roman, der Antikriegsroman Fuchsrot und Feldgrau, der auf Lawaczecks eigene Familiengeschichte zurückgeht. Er thematisiert Kriegsgeschehen und Kriegsverbrechen während des Zweiten Weltkriegs an der Ost- und Balkanfront. Darüber hinaus schildert er die familiären Verstrickungen des Protagonisten Franz, der ein Sohn des NS-Wissenschaftlers und frühen NSDAP-Wirtschaftsideologen Franz Lawaczeck war. Der Roman wurde mit der Verlagsprämie des Freistaats Bayern ausgezeichnet und war für den Uwe-Johnson-Förderpreis nominiert.
2024 folgte Das Leben zwischen den Stürmen – ziemlich wahre Erzählungen. Auch die Kurzgeschichten entwickelten sich aus konkreten Gegebenheiten heraus.
Für die Erzählung Zwischen Hauptbahnhof und Fürstenwalde erhielt Lawaczeck den Ehm-Welk-Literaturpreis der Uckermark.
Axel Lawaczeck lebt in Friedenfelde und Berlin.

## Veröffentlichungen

### Einzeltitel
- Fuchsrot und Feldgrau. Roman. Volk Verlag, München 2021, ISBN 978-386222-345-9
- Das Leben zwischen den Stürmen – ziemlich wahre Erzählungen. Erzählband. Volk Verlag, München 2023, ISBN 978-3-86222-478-4
- Über allem der Gesang des Pirols – Uckermärkische Zeiten. Roman. Volk Verlag, München 2025, ISBN 978-3862225323

### Beiträge in Zeitschriften und Anthologien
- Das erste Kind des polnischen Maschinisten. In Neue Prosa Schleswig-Holstein II, Kiel 2018, ISBN 978-3946298090
- #drohnengott. In der Anthologie zum Literaturpreis Harz 2018
- Angelegenheiten bedacht gewählter Worte. In der Anthologie „Wenn im Norden das Licht schmilzt“, Wortrandale Berlin 2019, ISBN 978-3887694913
- Eine Hitze zu Johannis. In der Anthologie „Wenn im Norden das Licht schmilzt“, Wortrandale Berlin 2019, ISBN 978-3887694913
- Blickkontakt. In der Anthologie „Fernwärme“ zum Aurum Literaturpreis des Autorenforums Berlin 2021, ISBN 978-3959962216
- Zahn um Zahn. In der Anthologie „1 Ort, 1 Ding, 1 Genre“, Literaturhaus Zürich
- Fuck you, Rosebud. In Dichtungsring Nr. 61, Bonn 2022.
- Über das Teilen von Träumen. In Erostepost, Nr. 66, Salzburg 2023.

## Auszeichnungen
- 2018: Preisträger beim Putlitzer Preis der 42er Autoren mit Halali
- 2019: Preisträger Putlitzer Preis der 42er Autoren mit Also gut, reden wir über die dicke Hedwig
- 2019: Publikumspreisträger Berliner Literaturpreis Wortrandale mit Angelegenheiten bedacht gewählter Worte
- 2020: Verlagsprämie des Freistaats Bayern für Fuchsrot und Feldgrau
- 2024: Ehm-Welk-Literaturpreis für Zwischen Hauptbahnhof und Fürstenwalde